# 게오르크 브라운

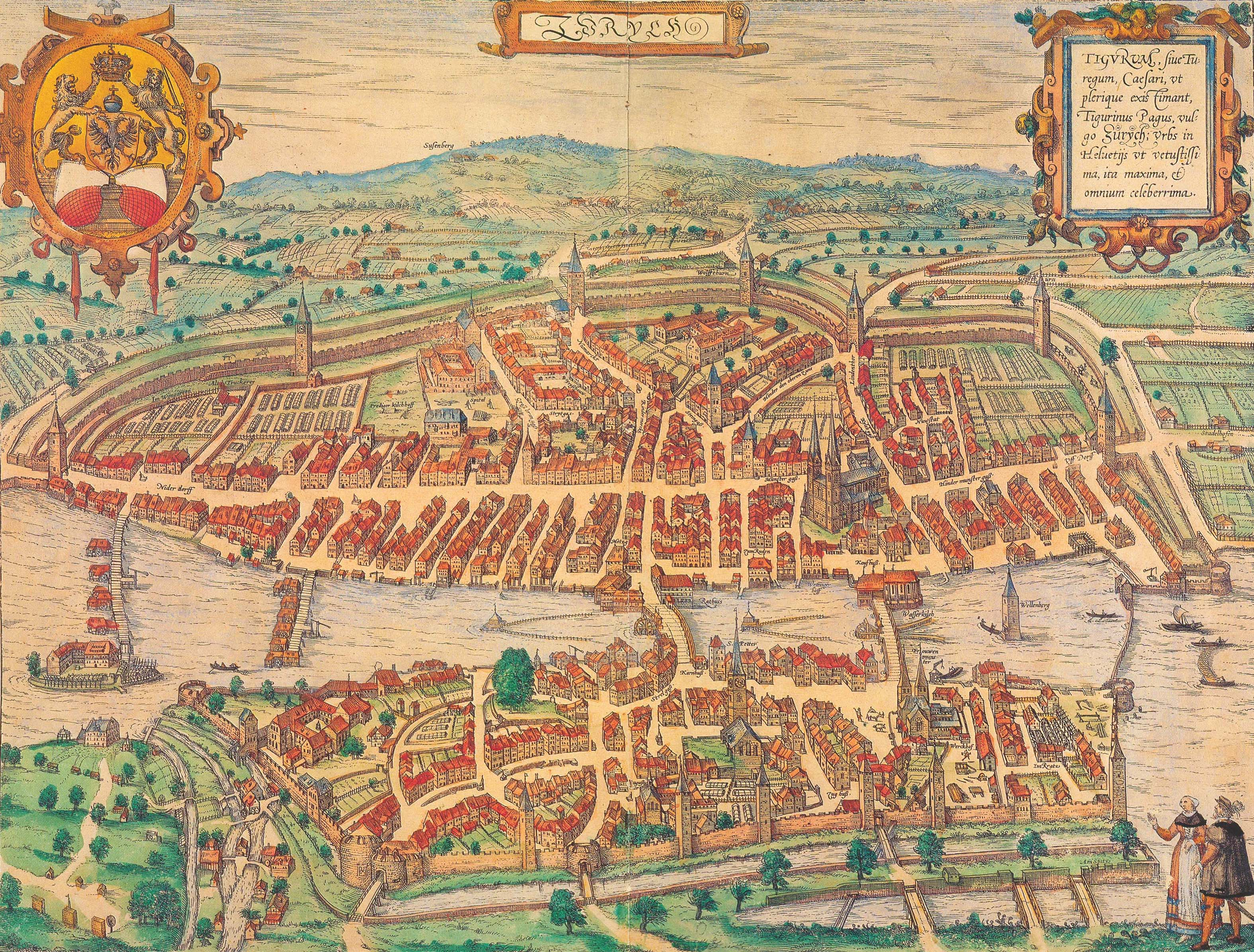
취리히(1581년)

게오르크 브라운 (Georg Braun, Brunus, Bruin 1541년 ~ 1622년 3월 10일)은 독일의 쾰른에서 태어난 지리학자였다. 그는 1572년~1617년까지 전 세계의 도시에 관한 고찰에 대해 연구하면서 지도 연구를 진행했다. 그는 가톨릭 교회의 성직로서 쾰른의 성 마리아 아드 그라두스 교회에서 주임 사제로 37년 동안 지냈다.
그는 후대 지도 제작에 상당한 영향을 끼친 인물로서 그가 표방한 계측도나 기본 형태는 1570년 벨기에의 지리학자인 아브라함 오르텔리위스가 제작한 세계의 무대(Theatrum orbis terrarum)에도 기본 요소로 작용했다.
그가 펴낸 세계 도시에 대한 저서는 총 576장이 넘는 지도 자료인 것으로 알려져 있으며 그와 함께 지도학자들은 관련 저서를 6권까지 출판했다. 프란스 호겐베르크, 시몬 판덴네위얼, 요리스 후프나헐, 다니엘 프레제 등이 참가했다. 대부분 유럽의 도시들이 중점적으로 다뤄졌다.
이 저서의 주요 저자로 활동했던 브라운은 지도 제작을 위해 예술가를 고용하는 한편 해당 글귀를 직접 작성했다. 1622년 80세의 나이로 죽었으며 6권까지 완성시킨 편집자로서는 가장 늦게 세상을 떠났다.